# Nemotelus gobiensis
Nemotelus gobiensis är en tvåvingeart som beskrevs av Pleske 1937. Nemotelus gobiensis ingår i släktet Nemotelus och familjen vapenflugor. Inga underarter finns listade i Catalogue of Life.